# Kraví hora (Novohradské hory)
Kraví hora (německy: Kühberg) je vrchol o nadmořské výšce 962 m v České republice, ležící v Novohradských horách. Je třetím nejvyšším vrcholem okresu České Budějovice. Od sousední Vysoké (1034 m) na jihovýchodě a Kuní hory (926 m) na jihozápadě je oddělena výraznými sedly.
Jedná se o zalesněnou horu, jednu z dominant severní části pohoří, z dálky viditelnou dominantou severovýchodního svahu je vesnice Dobrá Voda s poutním kostelem. Převažující dřevinou je smrk ztepilý. Na vrcholu a nedaleko od něj se nachází četné žulové skalní útvary, z nichž vyniká útvar zvaný Napoleonova hlava.

## Geologická charakteristika
Kraví hora má klenbovitý tvar výrazně se zvedající nad severovýchodním zlomovým svahem Novohradských hor. Vyskytuje se na ní řada různých forem mrazového zvětrávání a odnosu, které byly intenzivní v chladných obdobích pleistocénu a v menší míře pokračují i v současnosti. Vlastní vrchol Kraví hory tvoří rozsáhlá skalní hradba se stěnami vysokými až 10 m. Má podobu dvou rovnoběžných skalních hřbítků oddělených širokou mrazovou jizvou. Skalní hradba a izolované skály pokračují i na severním svahu. Na jihu a jihovýchodě má Kraví hora strukturní exfoliační svahy – z exfoliační klenby se vlivem odlehčení odlučují zhruba 1 m mocné, cibulovitě prohnuté slupky granodioritu, které se dále rozpadají, klouzají po svahu a vytvářejí kamenná moře nebo balvanové proudy a na úpatí suťovou haldu. Na jihovýchodním svahu jsou rovněž četné skalní stěny – mrazové sruby s nakupenými hranáči při úpatí či mrazové srázy (nižší skalní stupně, překryté úlomky horniny). Nad protáhlou sníženinou pod vrcholem Kraví hory vyčnívá nápadná hřibovitá skála zvaná Napoleonova hlava o výšce zhruba 10 m.

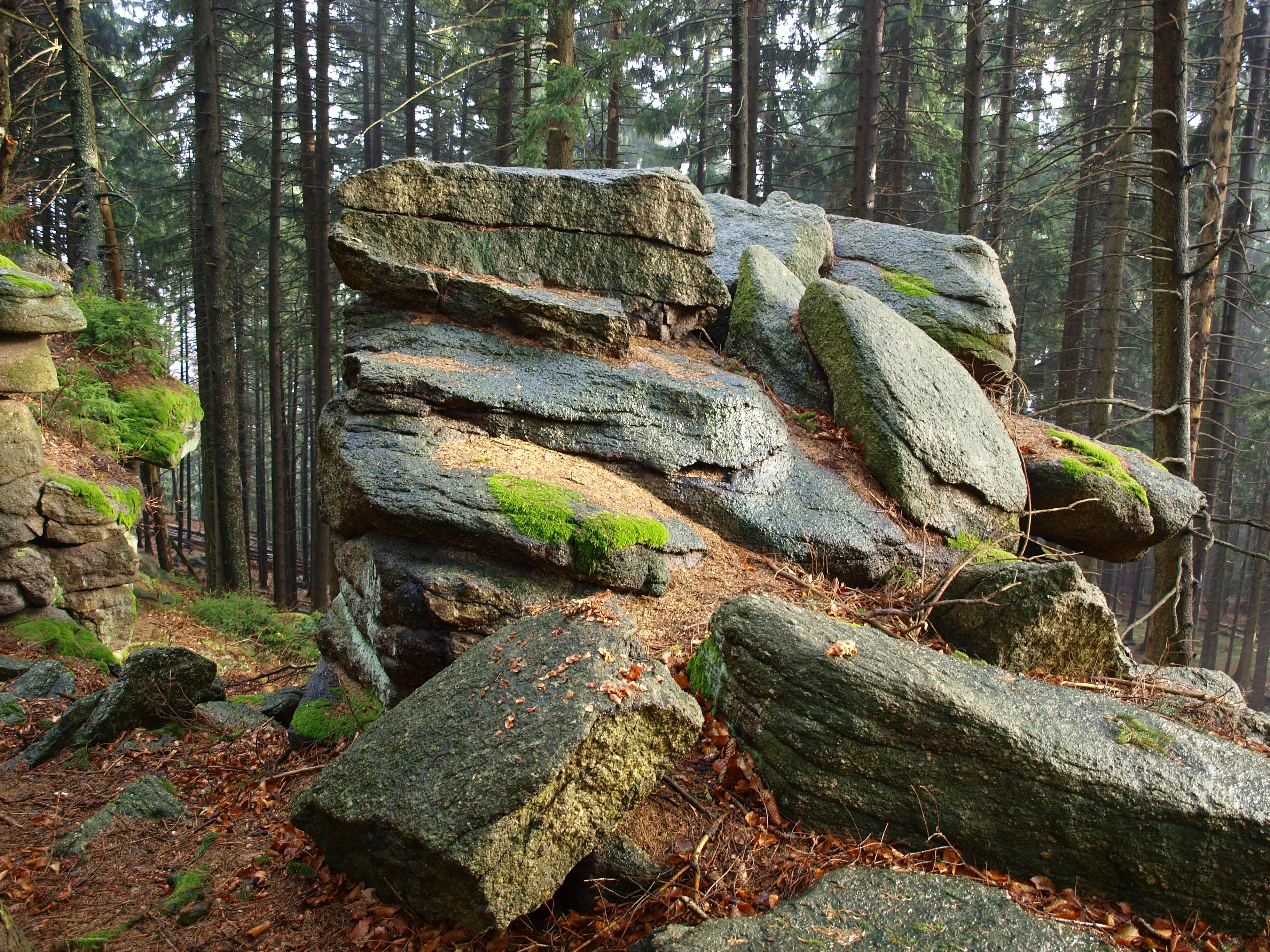
Skály v oblasti Napoleon pod vrcholem Kraví hory
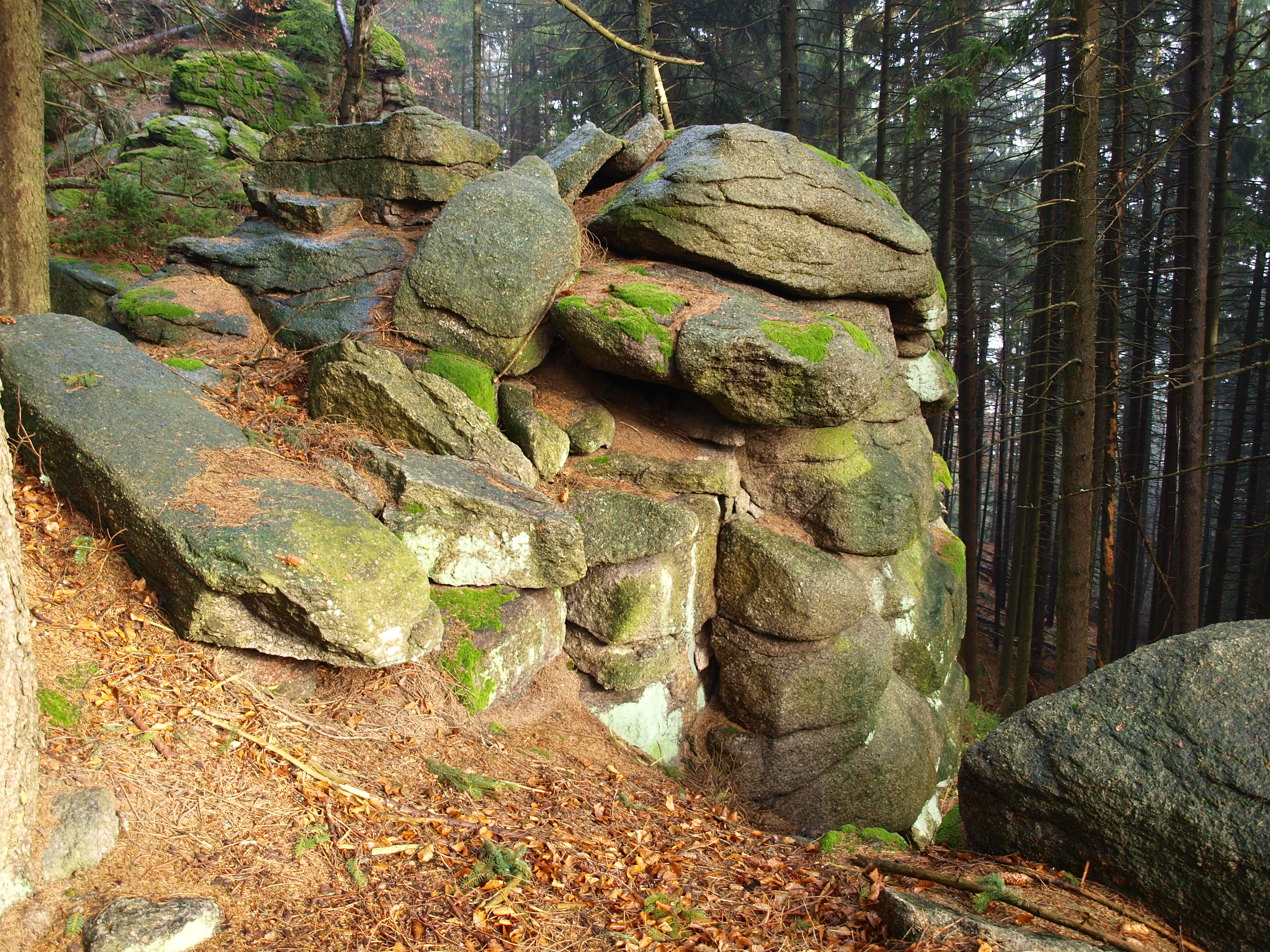
Skály v oblasti Napoleon pod vrcholem Kraví hory
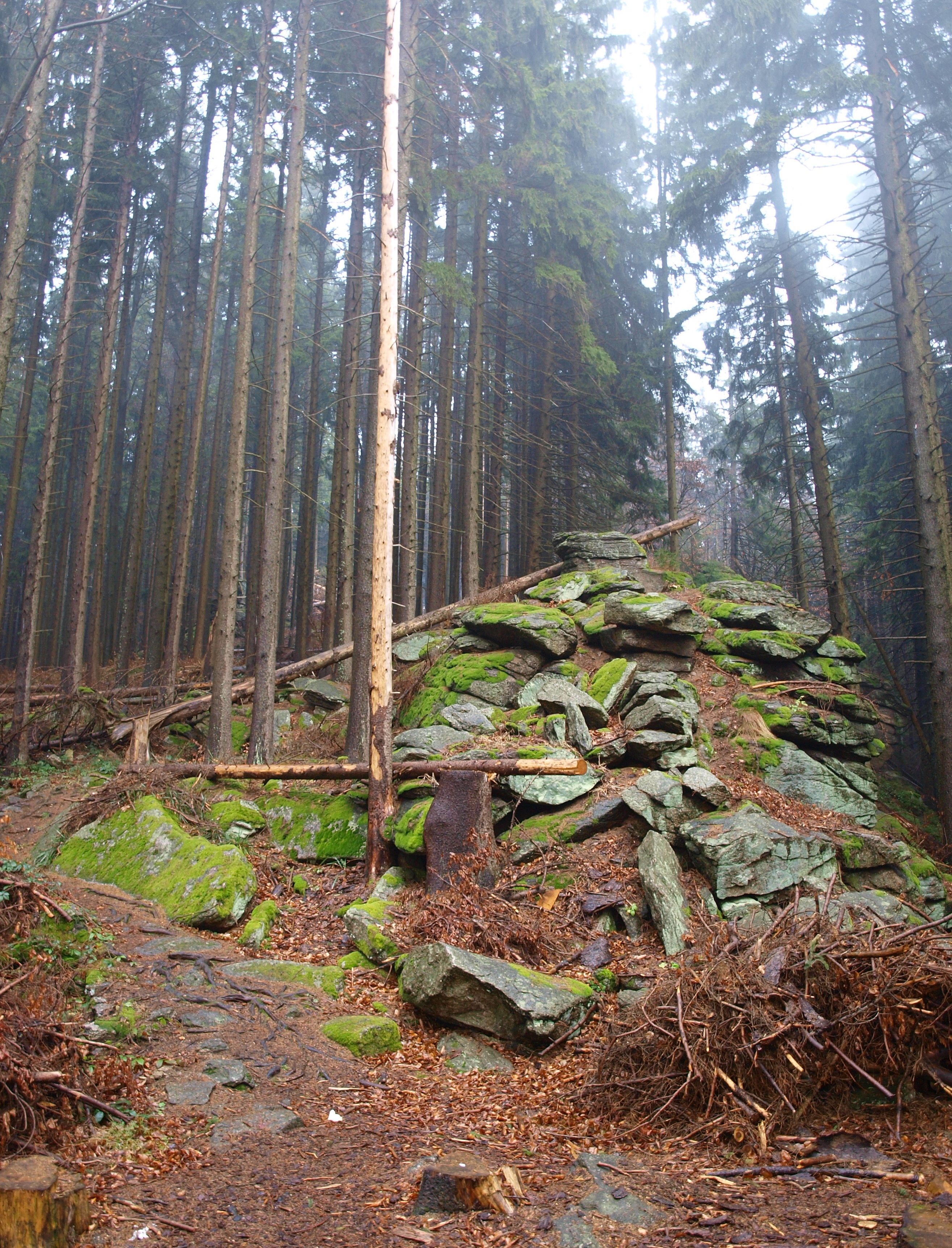
Tvary mrazového zvětrávání a odnosu na svahu Kraví hory
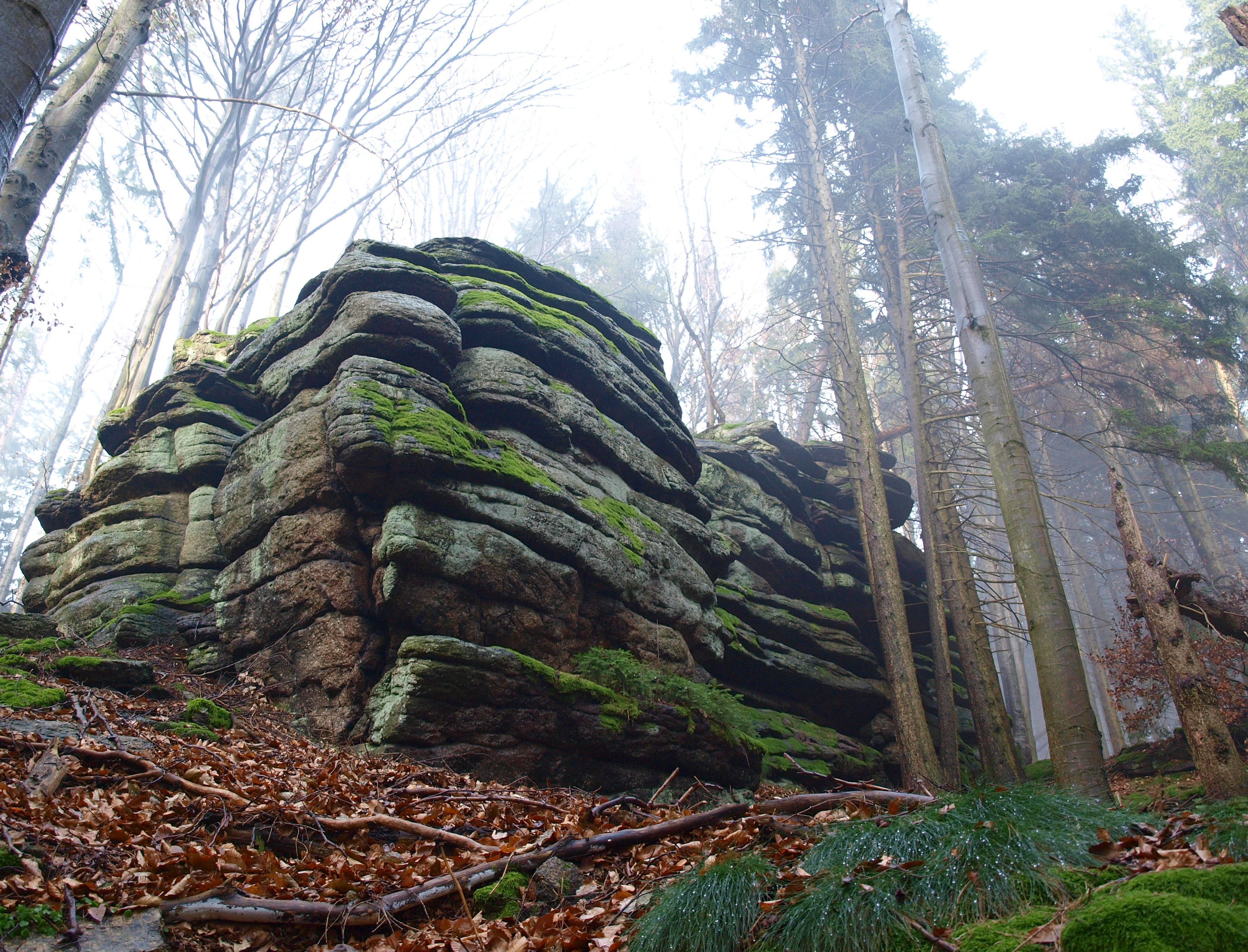
Mrazový srub na svahu Kraví hory
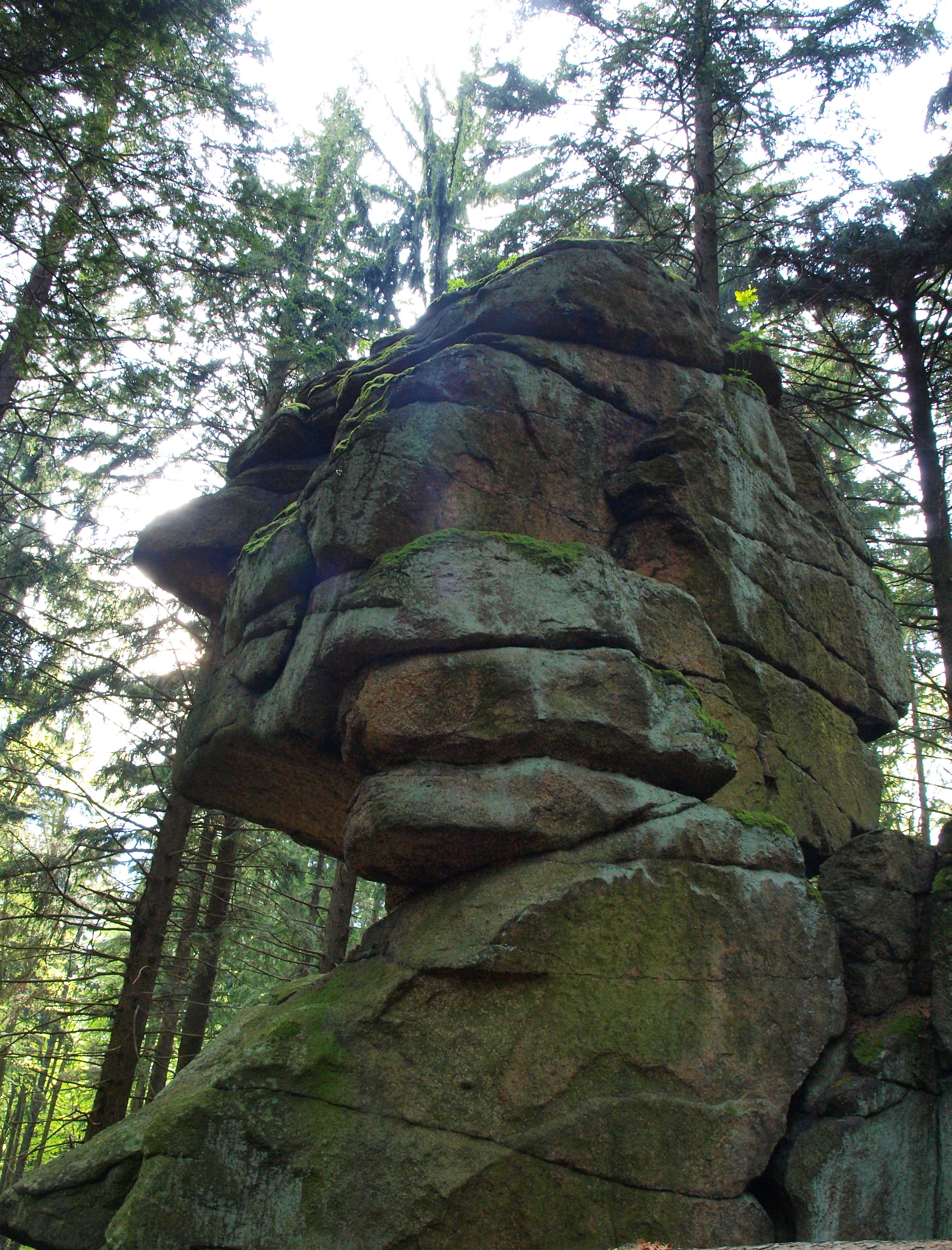
Skalní hřib zvaný Napoleonova hlava
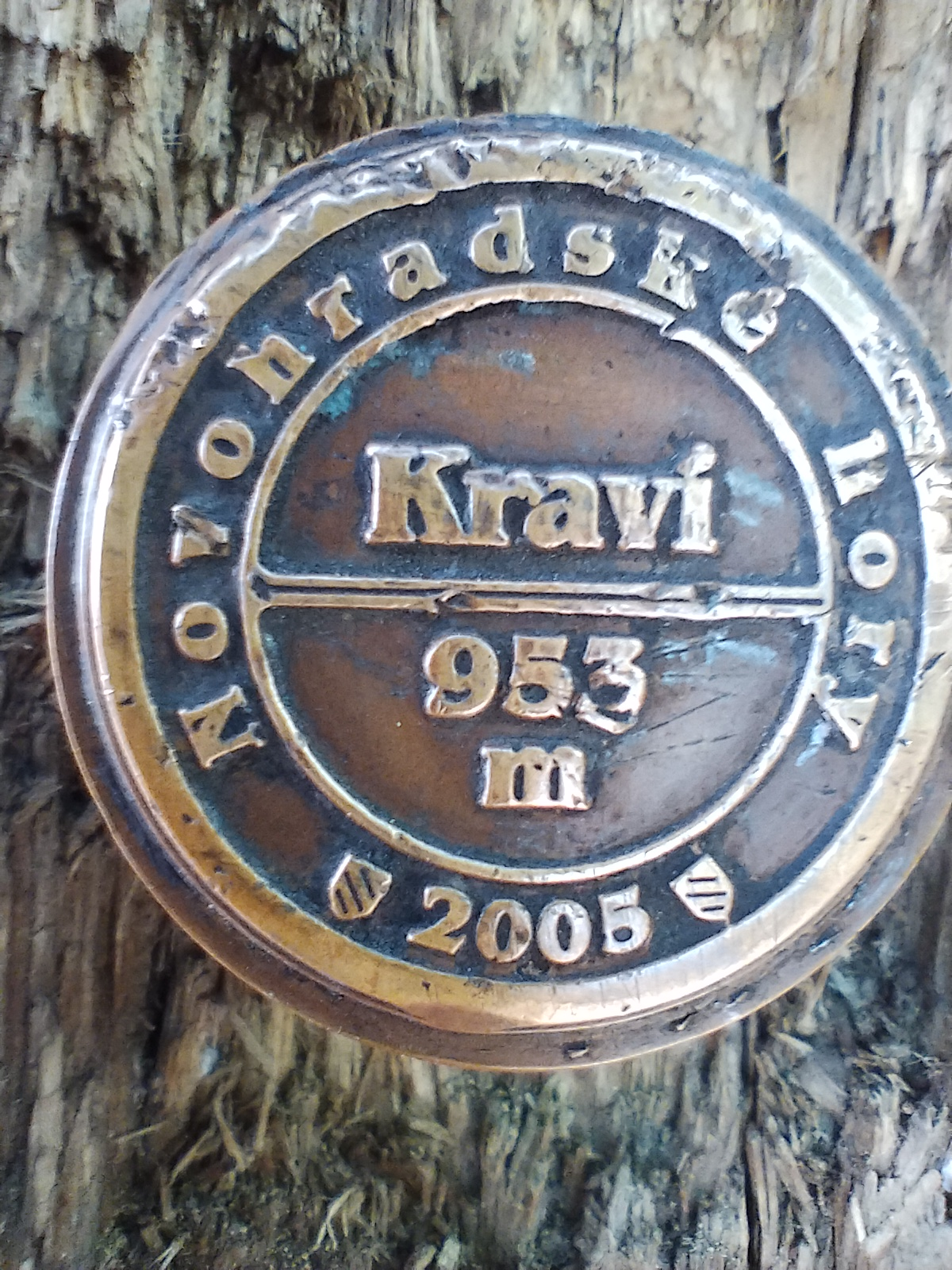
Turistické razidlo

## Přístup

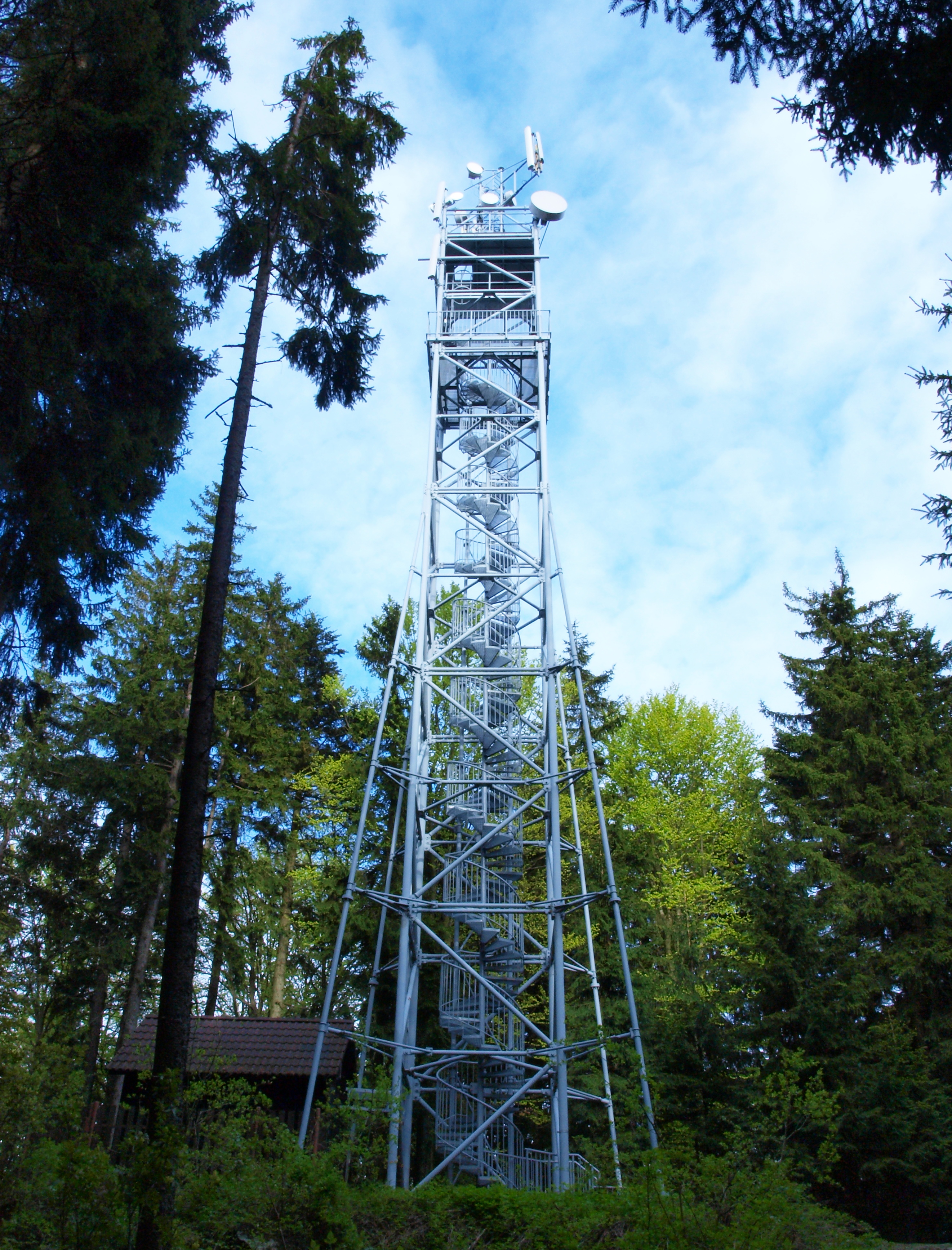
Rozhledna na vrcholu Kraví hory

Nejsnadnější přístup na vrchol je z obce Hojná Voda po zelené turistické značce (1,1 km) nebo z Dobré Vody po červené značce.

## Rozhledna
Nedaleko od vrcholu stojí bývalá vojenská hláska, která od roku 2001 slouží jako telekomunikační stožár i jako rozhledna s výhledy na Novohradsko, Třeboňskou pánev, Šumavu, Polušku, Kleť, Slepičí hory s Kohoutem a na Českomoravskou vrchovinu. U paty rozhledny je jednoduchý turistický přístřešek.